# Seleção Chinesa de Futsal Masculino
A Seleção Chinesa de Futsal representa a China em competições internacionais de futsal.

## Melhores Classificações
- Copa do Mundo de Futsal da FIFA - 16º lugar em 1992
- Campeonato Asiático de Futsal - 4º lugar em 2008 e 2010

1. ↑  «China: The biggest country of Asia where futsal is still a small reality». futsallfeed.com. Consultado em 8 de abril de 2020